# 86K-3 (route russe)

L'autoroute 86K-3 (russe : Автодорога 86K-3) est une autoroute régionale en république de Carélie en Russie.

## Parcours
L'autoroute 86K-3 part de Kem, traverse Kalevala et va jusqu'à Frontière entre la Finlande et la Russie.
Elle a une longueur de 343 kilomètres.